# DLP
Para partidos políticos usando este acrônimo, veja Democratic Labour Party.
Processamento Digital de luz (Digital Light Processing (DLP) em inglês) é uma tecnologia usada em projetores e vídeo projetores. Foi originalmente desenvolvida pela Texas Instruments, em 1987 pelo Dr. Larry Hornbeck. Em projetores DLP, a imagem é criada por espelhos microscópicos organizados em uma matriz sobre um chip semicondutor, conhecido como Dispositivo Microespelhado Digital ou Digital Micromirror Device (DMD). Cada espelho representa um pixel na imagem projetada. O 
número de espelhos corresponde à resolução da imagem projetada. As matrizes 800x600, 1024x768, 1280x720, e 1920x1080 
(HDTV) são os tamanhos DMD mais comuns. Estes espelhos podem ser reposicionados rapidamente para refletir a luz através de lentes ou sobre um dissipador (chamado de descarga de luz ou light dump, de acordo com a terminologia Barco). O rápido reposicionamento dos espelhos (essencialmente é o chaveamento entre os estados ligado (on) e desligado (off)) permite ao DMD variar a intensidade da luz refletida através das lentes, criando contrastes de cinza ao branco (espelho na posição 'on') e ao preto (espelho na posição 'off').

## Cores na projeção DLP
Há dois métodos primários pelos quais os sistemas de projeção DLP criam uma imagem colorida, 
os que utilizam um único chip DLP e os que utilizam três chips.

### Projetores de chip único
Em um projetor com um único chip, as cores são produzidas colocando um disco de cores color wheel (disco de newton) entra a lâmpada e o DMD onde é refletido através do conjunto ótico. O disco de cores é geralmente dividido em quatro setores: Cores primárias: vermelho, verde e azul. e uma seção vazia para controlar o brilho. Visto que o setor vazio reduz a saturação, em alguns modelos de projetor ele pode ser efetivamente desativado, e em outros casos é desconsiderado.

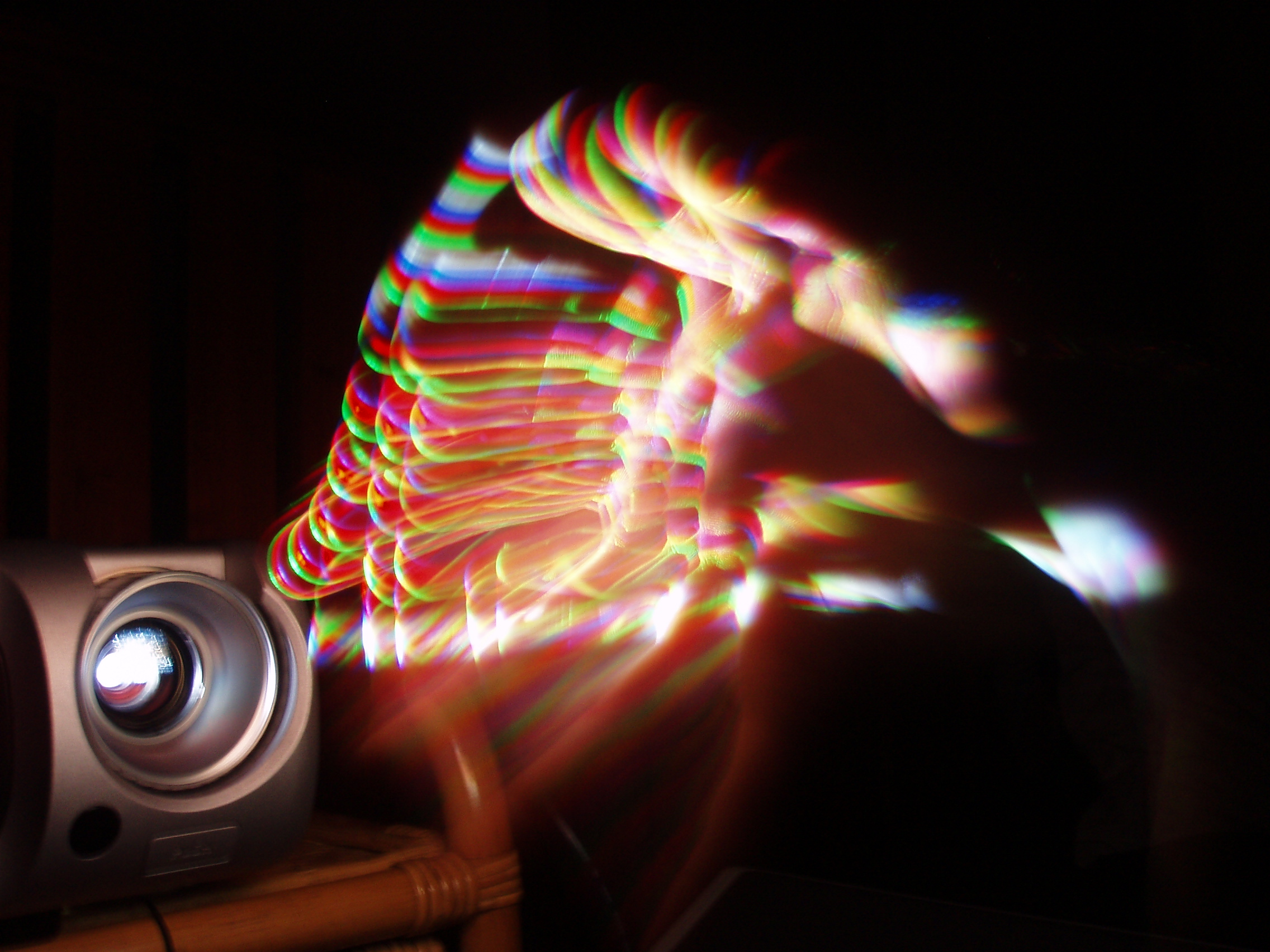
Um
projetor de chip único alterna as cores e produz imagens, quando em movimento, separadas nas cores vermelha, verde e azul, ou como neste caso, iluminando uma mão em movimento.

O chip DMD é sincronizado com o movimento de rotação do disco de cores, assim, o componente verde é mostrado quando o a secção verde do disco de cores está na frente da lâmpada. O mesmo vale para as seções vermelha e azul. As imagens verdes, vermelhas e azuis são então mostradas a uma velocidade suficientemente alta para que o observador veja a imagem composta totalmente colorida. Nos primeiros modelos a rotação era de uma volta por frame. Nos modelos posteriores as rotações passaram a ser de duas ou três voltas por frame, e também com a repetição do padrão de cores no disco, significando a repetição da sequência em até seis vezes por frame.

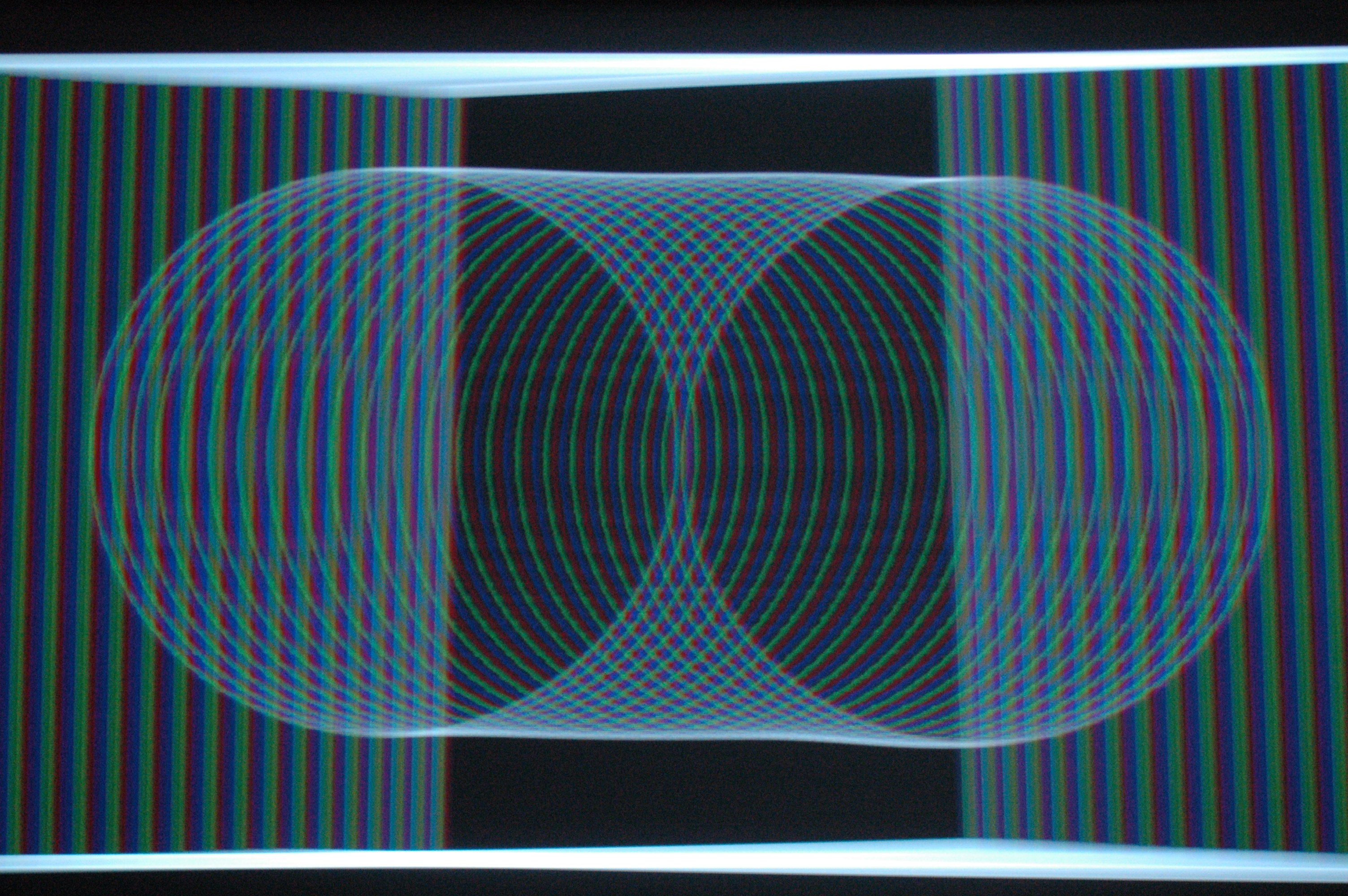
Uma foto exagerada do efeito arco-íris

#### O efeito "Arco-íris" no DLP
Este artefato visual é melhor descrito como breves cintilações de com sombreamentos das cores primárias, observadas na maioria das vezes quando o conteúdo projetado se caracteriza por objetos brancos e/ou brilhantes em um fundo predominantemente escuro e/ou preto (a apresentação dos créditos no final de muitos filmes é o exemplo mais comum). Alguns espectadores dizem que sempre percebem estes pedaços de arco-íris, enquanto outros afirmam que só os percebem quando deixam os olhos sobra toda a imagem (e não apenas em um só objeto). Há ainda os que não percebem este efeito de maneira alguma. O efeito está intimamente ligado ao conceito do limiar de fusão de cintilação ou flicker fusion threshold. A imagem à direita mostra como um círculo branco se parece enquanto uma câmera está se deslocando horizontalmente, utilizando um longo tempo de exposição. A luz branca é visivelmente dividida entre seus componentes de cor. Quando isto é visto a olho nu chamamos de efeito arco-íris. As várias imagens do círculo são apenas quadros individuais do circo e não tem relação como efeito arco-íris. O efeito arco-íris ocorre apenas nos projetores DLP de chip único. Visto que os projetores deste tipo usam um disco de cores, como descrito anteriormente, apenas uma cor é realmente mostrada a qualquer tempo. Como os olhos percorrem a imagem projetada, as cores separadas tornam-se visíveis, resultando na percepção do arco-íris. Os fabricantes de deste tipo de projetor utilizam artifícios para minimizar este problema. Estes artifícios utilizam discos de cores com velocidades de 2, 3 ou 4 velocidades. Por exemplo, um disco de seis segmentos (RGBRGB (R=red, G=green, B=blue)) girando a uma velocidade de 2x equivale a um disco de três segmentos (RGB) girando a 4x. Uma outra maneira é trocar o disco de cores por outro em que as cores estejam dispostas em uma espiral arquimediana. Esta forma faixas de cores que se movem para baixo (ou para cima) na tela. Geralmente com discos segmentados há uma pausa entre as cores enquanto ocorre a transição entre as mesmas no disco. Isso significa que quanto mais segmentos houver, mais escura a tela ficará. Em compensação, com um disco espiral, os espelhos podem projetar mais de uma cor a cada vez, subindo (ou descendo) a tela de acordo com o disco do giro.

### Projetores de três chips
Um projetor DLP de três chips utiliza um prisma para dividir a luz emitida pela lâmpada e cada cor primária é direcionada ao seu próprio chip DMD, onde então são recombinadas e direcionadas para as lentes de projeção. Sistemas DLP de chip único são capazes de projetar uma gama de 16,7 milhões de cores (24 bits de níveis de cor), enquanto os sistemas DLP de três chips podem projetar até 35 trilhões de cores.

## Fabricantes e Mercados
A Texas Instruments ainda é o principal fabricante da tecnologia DLP, que é utilizada por muitos fabricantes licenciados que comercializam produtos baseados nos chipsets da Texas Instruments. O instituto Fraunhofer de Dresdem, Alemanha também fabrica DLPs, também chamados de Modulador Espacial de Luz, ou Spatial Light Modulators, para uso em aplicações específicas. Por exemplo, a empresa Micronic Laser Systems da Suécia, utiliza os SLMs do Instituto Fraunhofer para gerar imagens em ultravioleta profundo em sua linha de Sigma de gravadores litográficos em máscara de silício. A tecnologia DLP está se tornando rapidamente a principal tecnologia no mercado de TVs retroprojeção tendo vendido dois milhões de sistemas e conquistado 10% do mercado. Cerca de 50 fabricantes ofereceram modelos durante o natal de 2004, contra 18 do ano anterior. Chips DLP corresponde atualmente a 5% do total de vendas da Texas Instruments. Pequenos equipamentos projetores (também chamados de projetores frontais) utilizando tecnologia DLP têm se tornado bastante populares para apresentações em escritórios e para sistemas de home theater.

### Prós
- Imagens suaves (a uma resolução de 1080p), imagens estáveis.
- Geometria perfeita e uma excelente linearidade em escala de cinza.
- Geralmente um óptimo Contraste ANSI.
- Sem possibilidade de ocorrência do efeito phosphor burn-in.
- Menos "screen-door effect" que LCD projectors.
- Televisões de retroprojeção são menores, mais finas e mais leves que os televisores CRT (CRT projectors).
- O uso de uma lâmpada (que pode ser trocada em caso de defeito) significa uma vida útil

potencial maior que os televisores CRT e (Ecrãs de Plasma).
- A lâmpada dos DLPs também é mais fácil de ser substituída que os backlights utilizados nos monitores LCDs, podendo ser trocada pelo próprio usuário.

### Contras
- Em equipamentos de chip único, alguns espectadores são afetados pelo "efeito arco-íris", como já descrito acima.
- O aparelho não tem dimensões finas quanto as tvs de plasma ou LCD (todavia o peso é equivalente).
- Ruído do ventilador interno.
- O efeito "Screen door" (SDE) pode ser visível a pequenas distâncias e/ou com modelos de baixa resolução (720p ou menos). O SDE também pode ser percebido como se houvesse uma tela anti-inseto no monitor (devido aos espaços entre os espelhos do DMD, que também são projetados).
- Distorção pode ser visível, especialmente em áreas mais escuras. Na nova Geração de chips há menos distorção do que nos mais antigos.
- Artefatos por difusão de erro causados pelo sombreamento médio entre pixéis, visto que um pixel não pode renderizar uma sombra sozinho.
- Controle contraste medíocre se comparado aos televisores CRT
- Tempo de resposta em videogames pode ser afetado por um lag quando da alteração da resolução. Enquanto todas HDTVs sofrem algum tipo de lag quando são submetidas a uma resolução menor que sua resolução nativa elas estão sujeitas a sofrer grandes atrasos na exibição dos quadros. Os consoles mais recentes, tais como o Xbox 360 e o Playstation 3 não tem este problema já que eles são equipados com cabos específicos para alta definição.

 (As novas TV's da Samsung possuem
um modo exclusivo para jogos que tem a missão de reduzir o lag.
- Renderização de cores pode ser desativada, especialmente quando o brilho nas cores vermelha e amarela estão no brilho máximo.
- Possui mais partes mecânicas que os ecrãs CRT, LCD, plasma, e LCoS * As lâmpadas de reposição podem ser caras (USD$200–$500).

### DLP e LCoS
O sistema concorrente mais similar ao DLP é conhecido como LCos (Liquid Crystal on Silicon),ou Display de cristal líquido sobre silício, que cria imagens utilizando um espelho fixo montado sobre a superfície de um chip, e usa uma matriz de cristal líquido para controlar a quantidade de luz que será refletida.